# Peur sur la ville
Cet article possède un paronyme, voir Beur sur la ville.
Pour plus de détails, voir Fiche technique et Distribution.
Peur sur la ville est un film policier franco-italien écrit et réalisé par Henri Verneuil, sorti en 1975.
Le film met en vedette Jean-Paul Belmondo dans le rôle d'un commissaire de police parisien traquant un tueur en série qui terrorise la capitale. La distribution est complétée par Charles Denner, Adalberto Maria Merli, Lea Massari, ainsi que Rosy Varte et Jean-François Balmer, dont c'est l'un des premiers films.
Tourné au cours de l'automne 1974, le long-métrage, connu pour les cascades que Belmondo exécute lui-même, dont celle sur le toit du métro, passant le pont de Bir-Hakeim, sort en France en avril 1975. Il rencontre un grand succès commercial avec près de quatre millions d'entrées.

## Synopsis
Au dix-septième étage de la tour Les Poissons à Courbevoie, Nora Elmer (qui vient juste de perdre son mari) est réveillée par un coup de téléphone anonyme : un personnage mystérieux la menace de mort parce qu'elle a un amant qu'elle a continué à voir même après la mort de son mari. L'inconnu lui annonce qu'il va venir chez elle pour la tuer. Quand un homme sonne par erreur à sa porte, elle prend peur, fait un malaise cardiaque et se tue en tombant de sa fenêtre.
Le commissaire Letellier et son adjoint Moissac, de la brigade criminelle, sont chargés de l'enquête. Letellier se désintéresse de l'affaire lorsqu'il apprend que son vieil ennemi, le gangster Marcucci, est de retour en ville. Deux ans plus tôt, Letellier a poursuivi Marcucci après un braquage dans les rues d'Asnières-sur-Seine ; non seulement le gangster a réussi à s'enfuir mais, en plus, l'un de ses collègues et un passant ont été tués dans la course-poursuite. À cause de ce double échec, Letellier a été viré de la brigade antigang pour être muté à la criminelle, ce qu'il n'a jamais admis.
Letellier est contacté par un homme se faisant appeler Minos, en référence à l'Enfer, le premier tome de la Divine Comédie, de Dante : il annonce qu'il est responsable de la mort de Nora et qu'il va s'attaquer à toutes les femmes un peu trop libertines. Letellier et Moissac rencontrent plusieurs femmes récemment harcelées au téléphone par des maniaques, dont Hélène Grammont, infirmière dans un hôpital. En interrogeant Hélène, Letellier et Moissac rencontrent Pierre Valdeck, un infirmier qui porte des lunettes noires en permanence, pour masquer son œil borgne : il a un œil de verre. Il est également Minos.
Minos assassine une autre femme, Germaine Doizon, au nez et à la barbe de Letellier. Celui-ci le poursuit sur les toits et dans les rues de Paris. Pendant la poursuite, Minos perd son œil en verre, qui roule sur le toit mais que Letellier, un peu plus bas, arrête en l'écrasant et en récupère les morceaux. La poursuite reprend, dans la rue, Minos à moto, Letellier qui le talonne en voiture, quand Letellier apprend à la radio par un de ses collègues que Marcucci est dans le coin : il laisse filer Minos pour aller régler ses comptes avec Marcucci. Poursuivi, ce dernier se réfugie dans le métro. Au cours d'une fusillade dans une rame, Letellier abat enfin Marcucci. Dès le lendemain, à cause de Minos, tous les journaux accusent le commissaire d'avoir laissé s'enfuir un tueur en série, pourtant bien plus dangereux, pour aller régler ses comptes avec un simple braqueur de banques.
Désavoué par ses supérieurs, Letellier se retrouve chargé de protéger Hélène Grammont, l'infirmière que Minos menace de mort. Hélène est appelée en urgence et se rend à l'hôpital. Letellier l'accompagne jusqu'au hall de l'établissement. Minos attend Hélène dans le vestiaire et la tue.
Après ce nouvel échec, Letellier est plus motivé que jamais. Le laboratoire lui apprend que l'objet que Minos a perdu et qui s'est cassé est en fait un œil de verre. Or la veille, après le meurtre d'Hélène, Valdeck s'est audacieusement présenté au commissariat afin de signaler que toutes les victimes étaient passées par l'hôpital. Moissac, lors de l'entrevue, avait approché son briquet du côté de l'œil de verre de Valdeck pour lui allumer une cigarette, qui n'avait réagi que quand Moissac avait avancé sa flamme vers le milieu de son visage, sans que personne n'y prenne garde.
Letellier comprend que le tueur Minos et l'infirmier Pierre Valdeck ne font qu'un. En investissant son appartement, Letellier et Moissac découvrent que Valdeck prévoit de tuer une actrice pornographique appelée Pamela Sweet. Entretemps, Valdeck jette une grenade devant une salle de cinéma où doit être diffusé un film montrant Pamela Sweet, faisant 1 mort et 17 blessés.
Démasqué, Valdeck se retranche dans l'appartement de cette vedette de cinéma et la prend en otage avec toute sa famille. Il menace de les tuer tous et de faire exploser le quartier si les autorités ne répondent pas à ses exigences. Minos entend à la radio le témoignage de sa mère et l'analyse d'un psychiatre sur sa démence, ce qui le rend encore plus agressif. Letellier fait croire à Valdeck que ses conditions sont acceptées. Au petit matin, il fait passer un enregistrement téléphonique à Valdeck. Pendant ce temps, un hélicoptère descend Letellier avec un treuil et un harnais jusqu'à l'appartement. Il passe par la fenêtre et saute sur Minos, en continuant à le frapper même après l'avoir assommé ; ses collègues entrent dans l'appartement, sécurisent les otages, et interviennent avant qu'il ne le tue. Minos, inconscient, est emmené par trois policiers et le commissaire divisionnaire félicite Letellier de sa réussite. Letellier lui renvoie alors, avec humour, à la critique que son supérieur avait faite pour lui reprocher de traquer Marcucci : petite tronche, gros bras.

## Fiche technique
- Titre : Peur sur la ville
- Réalisation : Henri Verneuil
- Scénario original : Henri Verneuil
- Adaptation : Henri Verneuil, Jean Laborde et Francis Veber
- Dialogues : Francis Veber
- Décors : Jean André[3]
- Costumes : Francesco Smalto
- Photographie : Jean Penzer
- Montage : Pierre Gillette
- Musique : Ennio Morricone (orchestre conduit par le compositeur), sifflement : Alessandro Alessandroni
- Assistants réalisateur : Philippe Lefebvre, Marc Grunebaum
- Bagarres réglées par Claude Carliez
- Cascades réglées par Dan Vieru - réalisées par Jean-Paul Belmondo (non crédité)
- Cascades automobiles : Rémy Julienne
- Bruitages : Daniel Couteau
- Générique : Les films Michel François
- Directeur de Production : Jacques Juranville
- Société de distribution : AMLF (France), Columbia Pictures (États-Unis)
- Budget : 12 millions de francs[4] (soit environ 9,2 millions d'euros en 2022)
- Pays de production :  France,  Italie
- Langue : français
- Format : couleur (Eastmancolor) – 35 mm – 1.66 : 1 – son mono
- Genre : Film policier, Film d'action, Giallo
- Durée : 120 minutes
- Date de sortie :
  - France : 9 avril 1975
- Classification CNC : tous publics avec avertissement (visa d'exploitation no 43334 délivré le 4 avril 1975)[5]
- Affiche : René Ferracci (France)

## Distribution
- Jean-Paul Belmondo : le commissaire principal Jean Letellier
- Charles Denner : l'inspecteur principal Charles Moissac
- Adalberto Maria Merli (doublé par Bruno Devoldère) : Pierre Valdeck alias Minos
- Jean Martin : le commissaire divisionnaire Sabin
- Lea Massari : Nora Elmer
- Rosy Varte : Germaine Doizon
- Catherine Morin : Hélène Grammont
- Jacques Rispal : Cacahuète, l'indic de Letellier
- Henri-Jacques Huet : Julio Cortes, l'amant de Nora (« l'homme au cœur qui saigne »)
- Jean-François Balmer : Julien Dallas, l'étudiant (« moniteur à la faculté des sciences »)
- Roland Dubillard : le psychologue
- Giovanni Cianfriglia : Marcucci, le truand
- Germana Carnacina : Pamela Sweet
- Henry Djanik : un inspecteur de police
- Louis Samier : l'inspecteur Duvielle
- Jacques Paoli : lui-même, journaliste RTL
- Pierre Douglas : le journaliste à droite de Jacques Paoli (non crédité)
- Jean-Louis Fortuit : un inspecteur
- Gilberte Géniat : la concierge de Germaine Doizon
- Philippe Brigaud : le commissaire de quartier Jeuboz
- Roger Riffard : le gardien d'immeuble Eugène Merclin
- Georges Riquier : le préfet
- Jean-Louis Le Goff : le sous-préfet
- Maurice Vallier : l'invité qui se trompe de porte
- Maurice Auzel : un inspecteur
- André Valardy : un radio-reporter de RTL (non crédité)
- Michel Berreur : un braqueur (non crédité)
- Marc Lamole : l'inspecteur du commissariat d'arrondissement
- Albert Delpy : le technicien de l'auditorium (non crédité)
- Marius Laurey : policier de l'identité judiciaire
- Éric Vasberg : un braqueur (non crédité)
- Jacques Mathou : le locataire dérangé par Letellier (non crédité)
- Jacques Pisias : un passant accidentellement tué (non crédité)
- Francis Lax : voix du conducteur de la rame 603
- Henri Verneuil : voix-off qui donne des instructions à la rame 603 (caméo vocal non crédité)
- Laura Antonelli : une passagère du métro (non créditée)

## Tournage

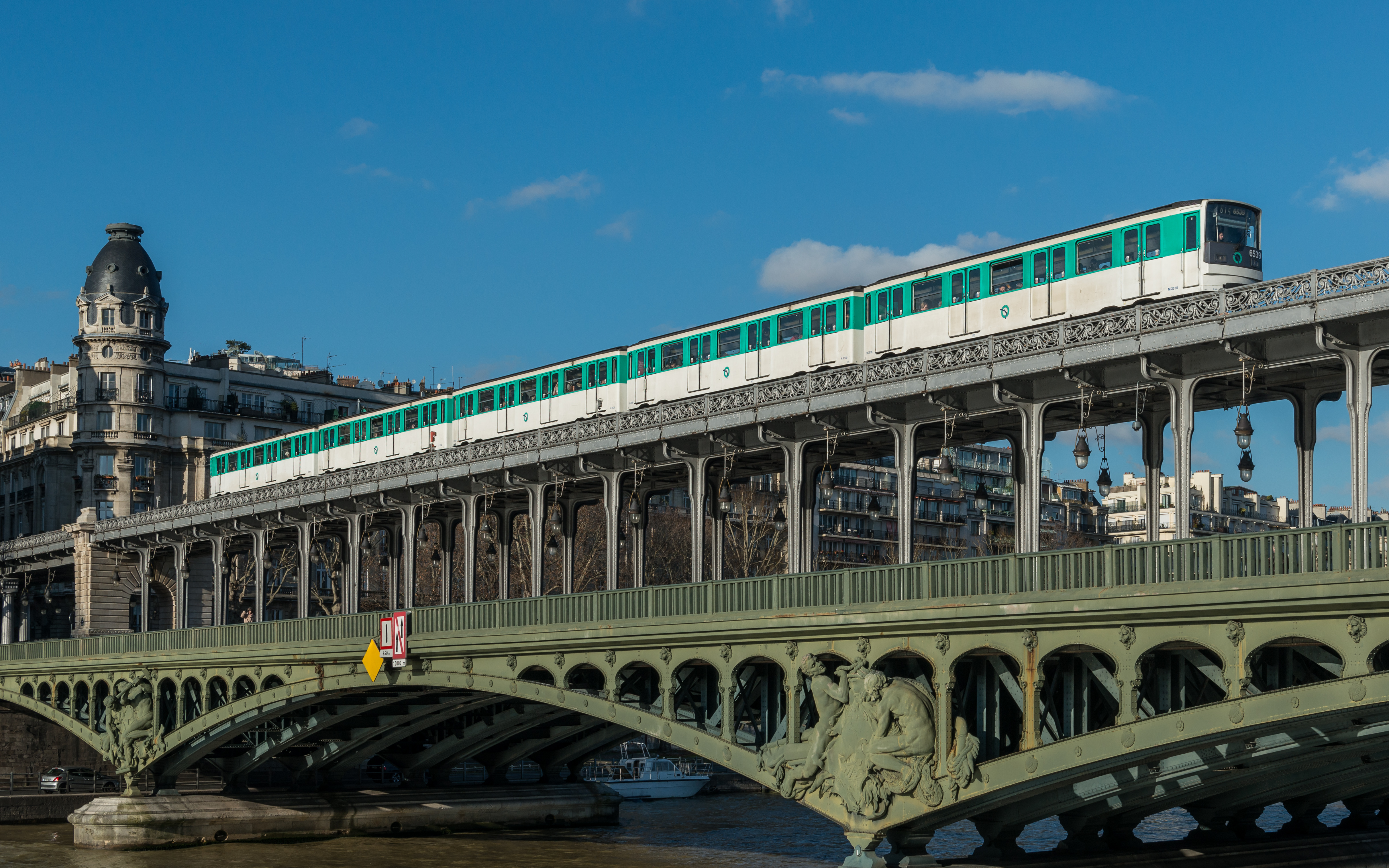
Le pont de Bir-Hakeim, immortalisé par la scène de cascade de Belmondo sur le toit du métro aérien.

La plupart des scènes extérieures ont été tournées à Paris, quelques scènes en proche banlieue, à Courbevoie et à Clamart (Hauts-de-Seine). 
- Début du film avec défenestration de Nora Elmer (Lea Massari) :
  - Tour Les Poissons, 20 rue de Bezons (au sud-est de la place Charras à Courbevoie), non loin de La Défense.

- Scène de fusillade de la banque d'Asnières-sur-Seine (la B.N.D.I.) :
  - Marches de la mairie.

- Visite des policiers chez l'amant de Nora Elmer :
  - Rue Eugène-Poubelle (16e arrondissement).

- Filature de Marcucci :
  - Champs-Élysées, rue du Faubourg-Saint-Honoré (avec passage devant le palais de l'Élysée).

- Scènes de poursuite de Marcucci par le commissaire Letellier (Belmondo) :
  - Gare RER d'Auber (9e arrondissement) ;
  - Gare RER de Charles-de-Gaulle - Étoile (8e arrondissement) ;
  - Ligne 6 du métro de Paris dont le pont de Bir-Hakeim (avec la scène où Belmondo se tient debout sur le toit de la rame de métro)
    - Le  terre-plein central du pont de Bir-Hakein est, depuis le 12 avril 2023, baptisé « Promenade Jean-Paul-Belmondo ».

- Scènes de poursuite de Minos :
  - Place de la Madeleine, rue Royale, place de la Concorde, cours la Reine.

- Scènes de l'hôpital : 
  - Hôpital Antoine-Béclère (Clamart), nommé Hôpital de la Trinité dans le film[6].

- Scènes d'arrivée chez Germaine Doizon et poursuite sur les toits :
  - Cité d'Antin (9e arrondissement) ;
  - Galeries Lafayette Haussmann (9e arrondissement).

- Scène de l'écoute des bandes :
  - Studios Ferber (20e arrondissement).

- Scène de l'arrestation du moniteur d'université (Jean-François Balmer) dans une cabine téléphonique :
  - Croisement du boulevard Vincent-Auriol et de la rue Nationale (ex-place Mallarmé, 13e arrondissement).

- Scènes finales de la prise d'otages : 
  - Front de Seine (15e arrondissement) avec la tour Avant-Seine.

Pour la poursuite de Minos sur les toits de Paris, Henri Verneuil n'a pas eu la possibilité de filmer la scène avec de véritables toits car il n'avait aucun moyen de disposer ses caméras en toute sécurité. Il a donc eu l'idée de faire construire des toits superficiels en zinc et en cuivre sur une surface plate qui est en fait le sommet des Galeries Lafayette. Le réalisateur a fait également aménager autour du toit des filets de sécurité, non pas pour préserver Jean-Paul Belmondo de mauvaises chutes mais pour celles des techniciens de l'équipe du tournage. Malgré de multiples préparatifs et répétitions, l'acteur n'effectue pas ses cascades sans risque. En effet, il se rattrape mal à une gouttière et se déchire la main droite. Plus tard, Jean-Paul Belmondo doit longer une poutrelle rouillée au-dessus d'une verrière sous laquelle ont été placés des cartons de sécurité. Il glisse puis tombe à travers la verrière volant en éclats. Heureusement, grâce aux mesures de sécurité, Belmondo s'en sort avec quelques coupures.
Dans la scène de la poursuite dans le métro, pour diminuer le risque de chute pour Jean-Paul Belmondo, Verneuil a fait circuler le métro à vitesse réduite, en maintenant sur la bande-son le volume sonore de la vitesse normale. Certains plans de cette séquence ont été compliqués à tourner. En effet, en voulant monter au-dessus du wagon, l'acteur se prend un vieux morceau de fer dans le bras. Se fêlant un os, il se fait mettre un plâtre et reprend sa scène. Par ailleurs, en faisant des premiers essais de plaquage contre le toit du métro, Jean-Paul Belmondo se rend compte d'une autre difficulté : il doit se plaquer pile au milieu du toit afin d'éviter d'être entraîné par la vitesse et de risquer de chuter. Il ne doit pas laisser traîner une jambe sur le côté, au risque de heurter la paroi du tunnel. Par souci d'éclairage, Henri Verneuil décide finalement de refilmer en studio les plans du commissaire Letellier rampant, un choix que Jean-Paul Belmondo conteste, craignant que cela perde en authenticité vis-à-vis de la cascade.
La scène de l'hélicoptère déposant Letellier à hauteur de l'appartement de Pamela Sweet a été complexe. Pour cause, l'aéronef refuse de voler au dessus d'un immeuble occupé (par pas moins de 700 locataires). De ce fait, Henri Verneuil songe dans un premier temps à utiliser un immeuble de bureaux, inoccupé un samedi. La gendarmerie exige un terrain libre à côté du bâtiment afin que l'hélicoptère puisse se poser en cas d'incident. L'engin ne doit pas voler en cas de vent fort. Pour mesurer le souffle, le réalisateur fait installer un appareil au sommet de la tour et charge un technicien de surveiller la vitesse du vent. Laissant passer plusieurs samedis, Henri Verneuil prend la décision de tourner peu importe les autorisations accordées et les conditions de météo. En raison d'un ballant gênant, le pilote de l'hélicoptère ne peut descendre Jean-Paul Belmondo à plus de dix mètres, ce qui reste trop loin de la hauteur de la fenêtre de l'appartement. En guise de solution, Verneuil filme la descente en deux temps : des premiers plans de la descente au bout du filin au-dessous de l'hélicoptère ; des plans suivants durant lesquels l'acteur est suspendu (avec le même filin et le même crochet) à une grue installée sur le toit de l'immeuble, jusqu'au moment où Letellier commence son mouvement de balancier. La fin de celui-ci (Letellier traversant la fenêtre) étant filmée en studio.

## Autour du film
- La voix qui donne des instructions à la rame 603 est celle d'Henri Verneuil.
- Dans le film, Pierre Valdeck / Minos porte un œil de verre dissimulant un œil gauche tout rouge. En réalité, Adalberto Maria Merli avait un œil gauche parfaitement normal (il porte une prothèse oculaire en latex). Son vrai œil est visible à travers ses lunettes dans la scène où Valdeck fait sa déposition au commissariat à la suite de la mort de sa collègue Hélène Grammont (qu'il a tuée).
- Lors de la scène finale, des gendarmes effectuent une descente en rappel depuis l'hélicoptère que venait d'utiliser Belmondo. Il s'agit de vrais gendarmes jouant leurs propres rôles, et présentant ainsi au public une petite unité créée deux ans plus tôt : le Groupe d'intervention de la Gendarmerie nationale (GIGN)[7].
- Le film a inspiré La Cité de la peur en 1994 au trio comique Les Nuls. Ce dernier contient plusieurs références implicites au film d'Henri Verneuil.
- La scène tournée dans l'atelier rempli de mannequins est inspirée d'une scène tournée par Stanley Kubrick dans Le Baiser du tueur (Killer's Kiss), son deuxième long métrage sorti en 1955.
- Le film est sorti en France le 9 avril 1975, le jour même de l’anniversaire de Jean-Paul Belmondo, qui fêtait alors ses 42 ans.
- Le personnage joué par Léa Massari porte le nom de Nora Elmer : ce nom est déjà porté par le personnage principal de Maison de poupée, de Joseph Losey, en 1973. Il est joué par Jane Fonda et est libellé Nora Helmer, avec un H initial.
- La scène où Jean-Paul Belmondo se trouve sur le toit du métro comporte une erreur de raccord, en effet seul le conducteur est présent dans le plan rapproché, alors que trois personnes apparaissent dans le plan large.
- Dans la scène où le commissaire principal Jean Letellier se trouve en bas de l'immeuble évacué, il affirme qu'il y a deux hommes dans l'immeuble et qu'il est le seul à savoir lequel des deux est Pierre Valdeck / Minos. Or, peu de temps auparavant, son équipe a procédé à la fouille de l'appartement de Pierre Valdeck / Minos où il y a justement sa photo utilisée pour narguer la police.

## Sortie et accueil
Peur sur la ville sort en salles le 9 avril 1975, jour des 42 ans de Jean-Paul Belmondo, et bénéficie d'une importante promotion d'un montant de 1,2 million de francs. L'affiche du film présente deux particularités : Belmondo porte une tenue, inspirée de celle portée par Steve McQueen sur l'affiche du film Bullitt, qu'il ne porte pas dans le film, et le nom de l'acteur apparaît pour la première fois en gros en haut de l'affiche, tel une marque. Le second procédé devient ensuite l'élément incontournable des affiches des films de Belmondo, reprenant la même graphie, jusqu'au Solitaire en 1987, même si les affiches des grandes pièces de théâtre jouées par l'acteur au début des années 1990 poursuivent la pratique.

### Accueil critique
Lors de sa sortie, Peur sur la ville a connu un accueil critique partagé en France et aux États-Unis.
La revue Positif évalue négativement le film, le comparant aux « plus mauvais films policiers américains » en raison d'une « absence totale d'arrière-plan social », de la « schématisation excessive des caractères » et de l'« accumulation des lieux communs ». Jeune Cinéma note qu'« Henri Verneuil offre au public français le premier grand film du giscardisme policier » et qu'il s'agit d'un « coup de poing idéologique en contrepoint des coups de poing nocturnes du ministre de l'intérieur ». 
Le New York Times a déclaré qu'il « semble que ce soit deux films complètement différents », tandis que le Los Angeles Times pense que les séquences d'action « divertissent un film par ailleurs banal ».

### Box-office
Peur sur la ville sort dans une combinaison de départ de 120 salles, dont 27 rien qu'à Paris. Le film prend directement la première place du box-office en faisant un bon démarrage avec 566 178 entrées, dont 186 007 entrées à Paris. Le film reste deux mois en tête du box-office français avant d'être délogé par Tommy et de chuter en troisième place, mais ayant déjà enregistré 2 415 718 entrées depuis sa sortie. Dans la capitale française, il est resté six semaines consécutives en tête du box-office parisien avec un cumul de 648 195 entrées. Il quitte le top 30 hebdomadaire le 23 septembre 1975 avec 2 952 104 entrées. Au 31 décembre 1975, Peur sur la ville enregistre un résultat de 3 106 296 entrées, se classant en deuxième position du box-office annuel de 1975. Lors de sa sortie initiale, le film enregistre 3 357 643 entrées selon le CNC. Le film ressort en mars 1982 et totalise 591 103 entrées supplémentaires, portant le cumul à 3 948 746 entrées,. 
Le film rencontra également un grand succès en Allemagne de l'Ouest, où il totalisa 1 150 000 entrées et en Espagne, où il finira avec 920 190 entrées au box-office.
Le film totalise trois millions d'entrées en Italie, 1,15 million d'entrées en Allemagne, 920 000 entrées en Espagne et 48 495 entrées en Suède,. Le film est également vu par 90 056 spectateurs au Japon, 86 779 en Grèce et 190 153 en Suisse
Aux États-Unis, le film a rapporté 1 082 752 $ sur quatre semaines.